# 山科盆地

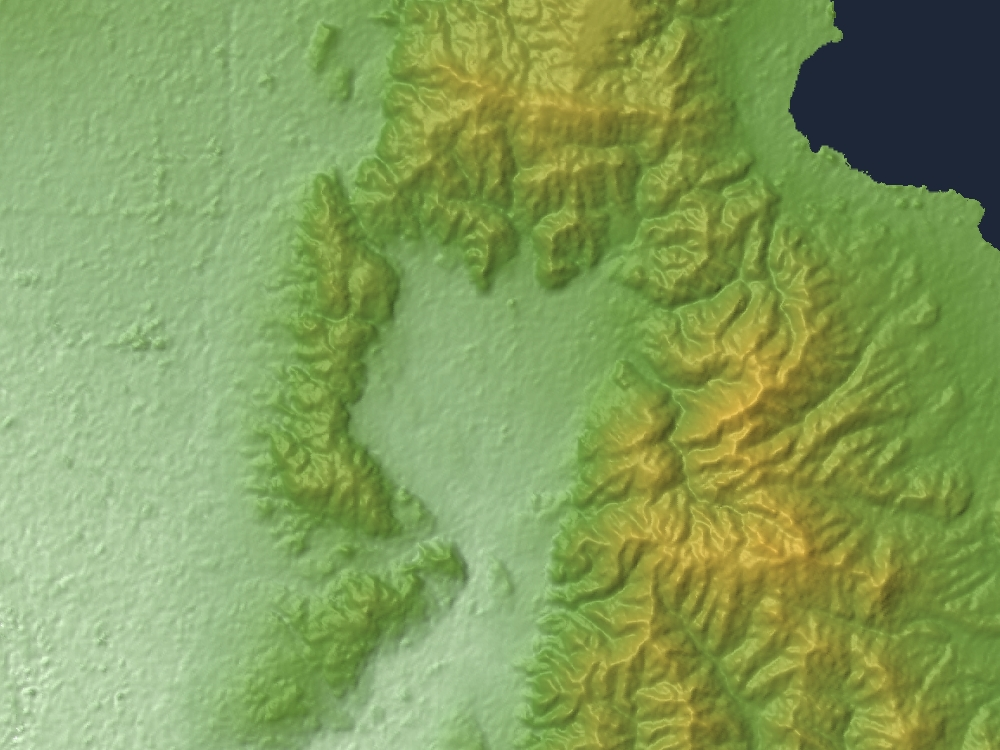
山科盆地の地形図

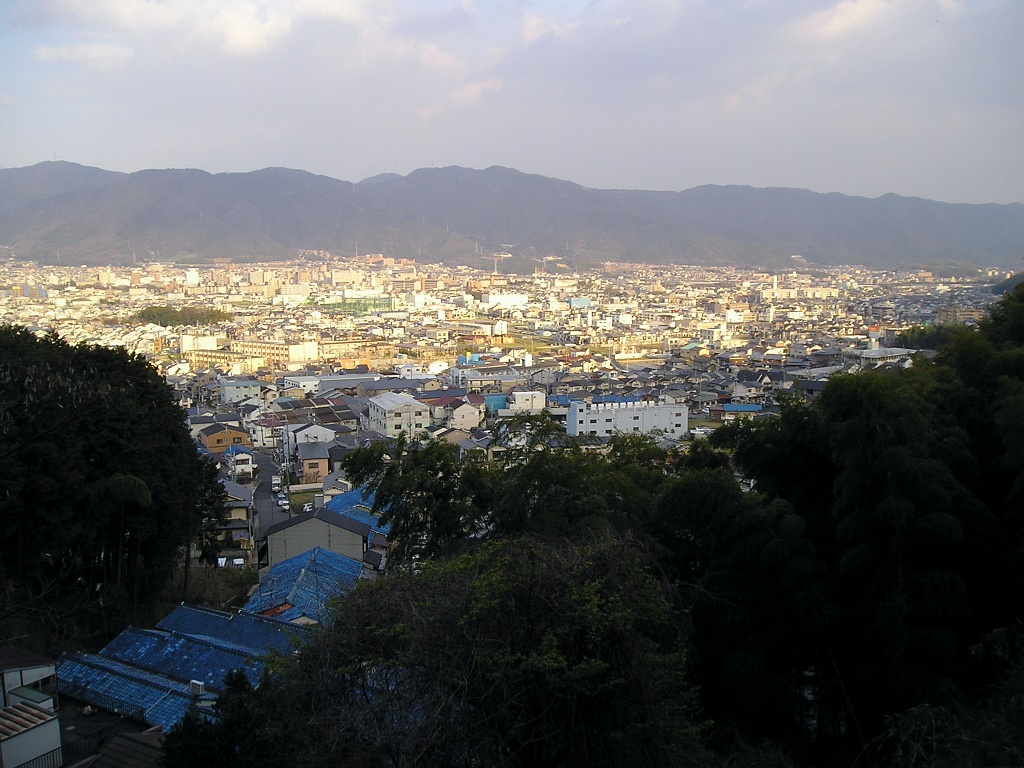
西から望む山科盆地

山科盆地（やましなぼんち）は、京都市山科区および伏見区醍醐地区を主範囲とする盆地。京都盆地をすぐ西に持ち、双子の盆地のような関係にある。盆地の東側の一部（追分、髭茶屋追分以東）は滋賀県大津市に属する。

## 概要
東は音羽山などに、北は比叡山に、西は京都東山に接し、南は山科川を軸にして宇治市六地蔵方面へ開けている。
近年は、各方面の山の麓にいたるまで住宅開発が進んだ。東海道新幹線や名神高速道路はこの盆地を東西に貫通して走る。山科から南の醍醐・石田方面へは、京都市営地下鉄東西線と京都外環状線が南北軸となっている。
京都盆地とは隔たれた地形の為、生駒山からの在阪局の電波が全般的に届きにくく、山科区内では京都山科テレビ中継局でカバーされている。
京阪四宮駅以東は古くから山城国と近江国の国境であり、現在も旧東海道沿いを中心に府県境が走る。ここだけ近江国（滋賀県）が山科盆地に張り出している理由として、山の裏側にある三井寺（園城寺）の荘園であったからという説がある。